# Conan Meriadoc
Conan Meriadoc é um lendário líder bretão ao qual é creditada a fundação da Bretanha.
Versões de sua história circulam tanto na Bretanha quanto na Grã-Bretanha no mínimo desde o século XII e suplantou outras lendas sobre a fundação da Bretanha. Sua história é conhecida em duas versões que aparecem em um texto galês conhecido como "The Dream of Maxen Wledic" ("O Sonho de Maxen Wledic") e, na Historia Regum Britanniae, de Godofredo de Monmouth. Ambos textos associam-no com Magno Máximo, um usurpador romano que foi amplamente considerado como tendo deixado a Grã-Bretanha privada de suas defesas quando utilizou de suas legiões para reclamar o trono imperial.